# Börje Salming
Anders Börje Salming (Kiruna, 17 de abril de 1951-Nacka, 24 de noviembre de 2022), apodado "El Rey", fue un jugador profesional sueco de hockey sobre hielo que jugaba como defensa. Fue jugador de Brynäs IF, Toronto Maple Leafs, Detroit Red Wings y AIK. 
Salming fue uno de los primeros jugadores europeos en tener un impacto en la Liga Nacional de Hockey (NHL), allanando el camino para futuras generaciones de jugadores. Fue uno de los principales defensores de su época en la NHL, y fue reconocido por ello al ser incluido en el Salón de la Fama del Hockey en 1996. Recordado por sus muchas temporadas con los Maple Leafs, tiene numerosos récords de franquicia, incluida la mayor cantidad de asistencias. Salming también jugó mucho para Suecia en el juego internacional. Fue reconocido por esto al ser seleccionado para el Equipo de Estrellas del Centenario de la Federación Internacional de Hockey sobre Hielo (IIHF). 
En 2017, Salming fue nombrado uno de los '100 mejores jugadores de la NHL' de la historia.

## Primeros años
Salming nació el 17 de abril de 1951 en el pueblo de Salmi en Kiruna, cerca de Torneträsk en la parroquia de Jukkasjärvi. Su padre, Erland (1921–1956), era de origen sami, mientras que su madre, Karin (nacida en 1927), es sueca. Su abuelo paterno, Anders Nikolaus, tenía el apellido de Saari, pero lo cambió a Salming después del pueblo que él y su padre (el bisabuelo de Börje) habían construido. Su padre era minero y murió en un accidente en la mina cuando Salming tenía 5 años. Estaba orgulloso de su herencia sami y llevaba un brazalete de peltre tradicional sami. Fue la primera persona de origen sami en jugar en una de las mejores ligas deportivas profesionales de América del Norte.

## Carrera profesional

### Suecia
Salming jugó con Kiruna AIF en la División 2 de Suecia de 1967 a 1970, antes de unirse a Brynäs en la primera división entre 1970 y 1973. Brynäs ganó campeonatos de liga en 1971 y 1972 con Salming en el equipo. Salming fue firmado como agente libre por los Toronto Maple Leafs el 12 de mayo de 1973. Salming no era el objetivo de los Leafs cuando comenzaron a explorar en Suecia; en realidad estaban interesados en Inge Hammarström, pero el cazatalentos Gerry McNamara informó positivamente sobre Salming después de verlo jugar.

### Carrera en la NHL
Salming hizo su debut en la Liga Nacional de Hockey (NHL) con los Leafs al comienzo de la temporada 1973–74 de la NHL contra los Buffalo Sabres. Después de una victoria por 7-4, Salming fue nombrado el mejor jugador del juego. Al final de la temporada, Salming había registrado 39 puntos.
Antes del avance de Börje Salming, el consenso en los círculos de hockey sobre hielo de América del Norte era que los jugadores europeos en general carecían de la dureza para jugar al hockey sobre hielo de la NHL, y a los suecos incluso se los llamaba "pollos suecos". Sin embargo, Salming hizo mucho para erradicar permanentemente esa reputación. Jugó en 1148 partidos de temporada regular (1099 de ellos con los Leafs), 81 partidos de playoffs y anotó 150 goles y 637 asistencias en la NHL.
Salming fue nombrado Primer Equipo All-Star en 1977, y fue seleccionado para el Segundo Equipo en 1975, 1976, 1978, 1979 y 1980. Salming pasó 16 temporadas con los Maple Leafs, registrando 768 puntos (148 goles, 620 asistencias).
El 4 de septiembre de 1986, la NHL suspendió a Salming por ocho partidos de la temporada regular y le impuso una multa de 500 dólares porque un periódico de Toronto lo citó en mayo diciendo que consumía cocaína "hace cinco o seis años, pero no desde entonces y me siento bien por ello diciendo que no". La liga inicialmente lo suspendió por toda la temporada, luego conmutó la suspensión. El 26 de noviembre de 1986, al final de un juego entre los Leafs y los Red Wings en Detroit, Salming fue derribado frente a la red de los Leafs y Gerard Gallant de los Red Wings cortó accidentalmente la cara de Salming con la cuchilla de su patín. La lesión requirió una cirugía estética facial que involucró más de 200 puntos.
El 4 de enero de 1988, Salming se convirtió en el primer jugador nacido y entrenado en Europa en aparecer en 1000 juegos de la NHL en su carrera. En reconocimiento a su logro, el 27 de enero (en el juego número 1011 de Salming), sus padres y su amiga Inge Hammarstrom le regalaron un automóvil conducido sobre el hielo en una ceremonia sorpresa previa al juego, inspirada en una ceremonia similar ofrecida por el Filadelfia. Volantes a Bill Barber.
En 1989, tras 16 años con los Toronto Maple Leafs, fichó como agente libre por los Red Wings, para los que jugó una temporada hasta acabar su carrera en la NHL. Completó su carrera de hockey profesional con AIK de la Liga Élite Sueca.

## Juego internacional
Salming era un favorito de los fanáticos en Toronto. El pico de su popularidad pudo haber llegado durante la Copa Canadá de 1976 que se llevó a cabo en Maple Leaf Gardens. Cuando el equipo de Suecia jugaba contra el equipo de Estados Unidos., Salming recibió una gran ovación de pie durante las presentaciones de los jugadores. Salming comentó más tarde: "Nunca olvidaré nuestro juego en Toronto. Los fanáticos me dieron una ovación de pie durante las presentaciones. Estaba representando a mi país y los fanáticos canadienses me dieron una gran ovación. A veces, el hockey no tiene país".

## Retiro

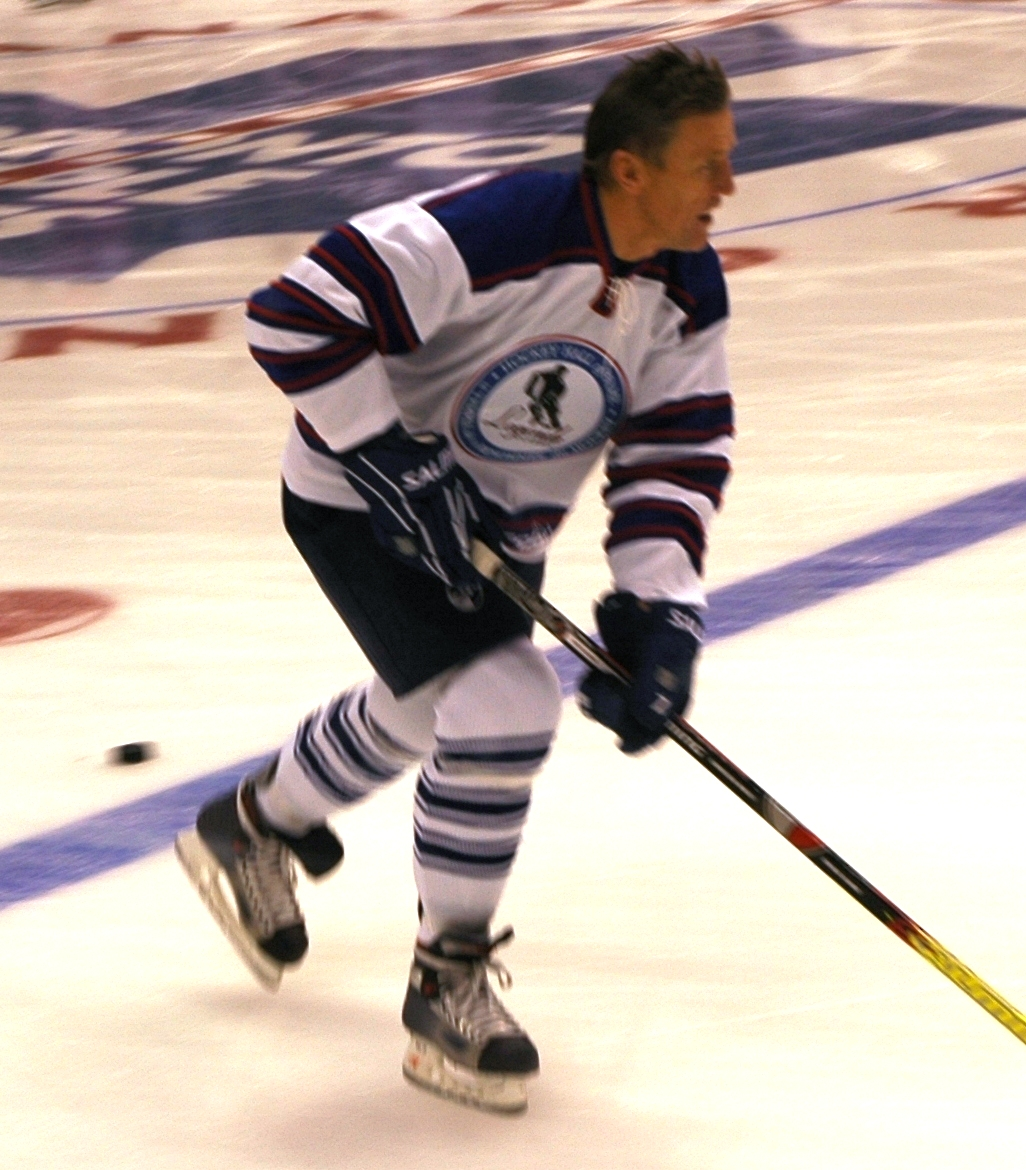
Salming con All-Star Legends 2008 en Toronto

Después del final de su carrera activa en el hockey, Salming pasó al negocio de la ropa interior deportiva con su propia marca Salming Underwear . En 2007, a los 56 años, posó desnudo para el aclamado grafitero sueco Johan Wattberg para crear 31 pinturas, 10 de las cuales se exhibieron en Suecia, y las 21 restantes (que coincidían con su número de Jersey) se exhibieron en Toronto.

## Problemas de salud y muerte
En febrero de 2022, Salming comenzó a experimentar un movimiento de espasmos inusual en los músculos, lo que luego lo obligó a abandonar prematuramente un juego de exalumnos en marzo. A mediados de julio, Salming fue diagnosticado con esclerosis lateral amiotrófica (ELA). El 10 de agosto, Salming reveló públicamente su diagnóstico a través de un comunicado compartido a través de la organización Toronto Maple Leafs. Después de su diagnóstico, Salming desarrolló una depresión severa.
Salming murió en Nacka el 24 de noviembre de 2022, a la edad de 71 años.

## Vida personal
En 2016 se casó con su esposa Pia Salming. Su hija Bianca Salming es deportista dentro del heptatlón.

## Honores y premios
En 1996, se convirtió en el primer jugador de hockey sueco en ser incluido en el Salón de la Fama del Hockey. En 1998, ocupó el puesto 74 en la lista de The Hockey News de los 100 mejores jugadores de la Liga Nacional de Hockey, el único jugador de Suecia en la lista.

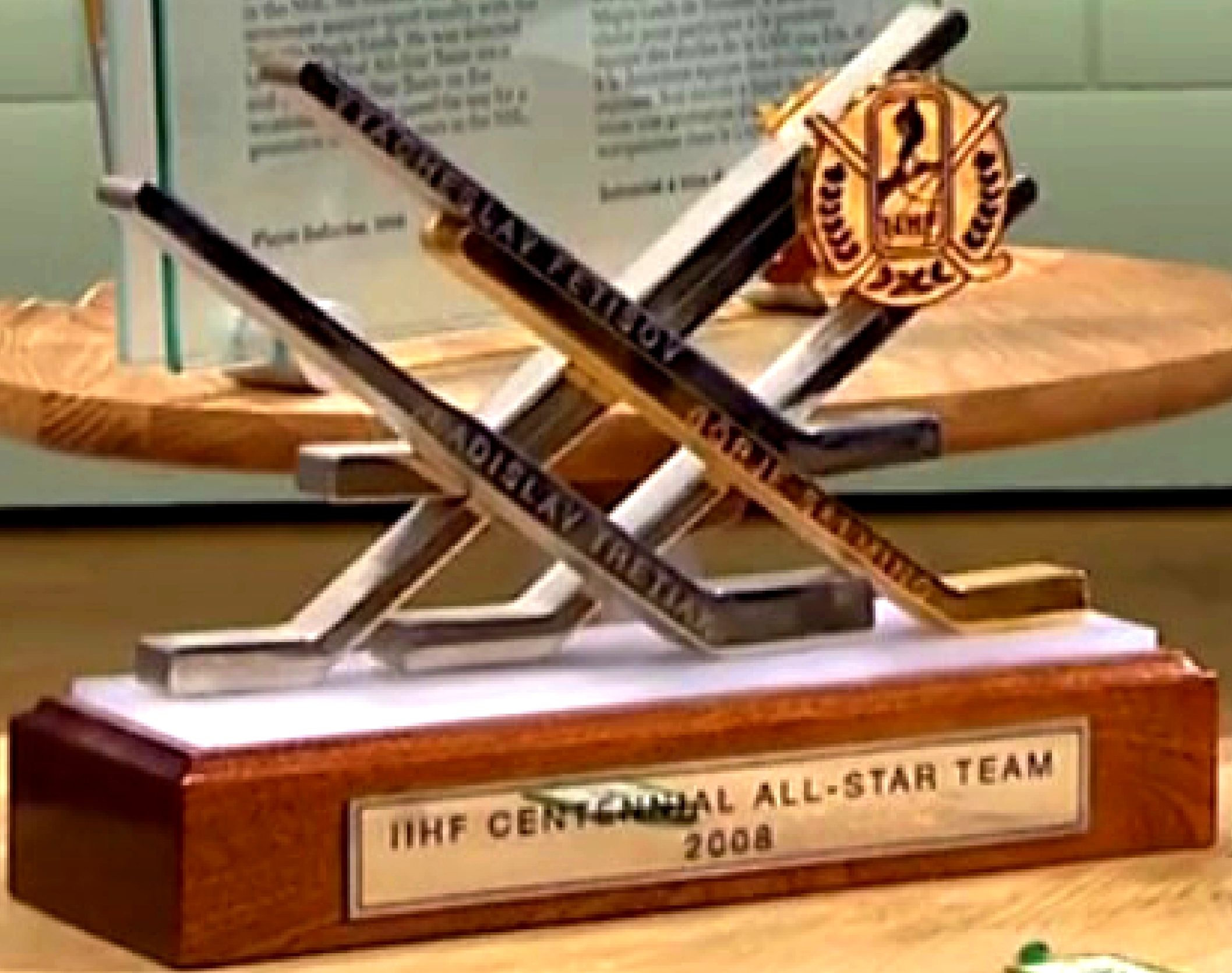
Trofeo del Equipo All Star del Centenario de la IIHF (Equipo del Siglo: Vladislav Tretiak, Börje Salming, Viacheslav Fetisov, Valeri Kharlamov, Sergei Makarov y Wayne Gretzky).

El 4 de octubre de 2006, el 21 de Salming, junto con el 4 de Red Kelly y Hap Day, fue honrado por los Leafs en una ceremonia antes de su primer juego de la temporada 2006-07.
- Nombrado para el equipo All-Star en el Campeonato Mundial de Hockey sobre Hielo en 1973 .
- Nombrado para el equipo All-Star de Suecia en 1973 y 1989.
- Nombrado para el segundo equipo All-Star de la NHL en 1975, 1976, 1978, 1979 y 1980 .
- Nombrado para el primer equipo All-Star de la NHL en 1977.
- Galardonado con el Premio Viking (Mejor sueco de América del Norte) en 1976, 1977 y 1979.
- Galardonado con la Copa Molson (La mayoría de las selecciones de 3 estrellas) en 1974, 1977, 1978 y 1980.
- Nombrado para el Equipo All-Star de la Copa Canadá en 1976 .
- Jugó en el Juego de Estrellas de la NHL en 1976, 1977 y 1978 .
- Galardonado con el Premio Humanitario Charlie Conacher en 1982 .
- Jugó para el Equipo NHL en la Challenge Cup de 1979 .
- Nombrado en el Salón de la Fama de la IIHF en 1998.
- Nombrado para el Equipo de Estrellas del Centenario de la IIHF en 2008. Destinatarios: Vladislav Tretiak, Börje Salming, Viacheslav Fetisov, Valeri Kharlamov, Sergei Makarov y Wayne Gretzky .
- Número (21) Retirado por los Toronto Maple Leafs

## Registros
- Salming tiene seis récords de Toronto Maple Leaf en su carrera y en una sola temporada, que incluyen la mayor cantidad de puntos en su carrera por un defensa, la mayoría de los goles en su carrera por un defensa, la mayor cantidad de asistencias en su carrera (cualquier posición), la mayoría de las asistencias en una temporada por un defensa y el mejor más-menos de su carrera.[23]
- Primer jugador sueco (y europeo) en ser incluido en el Salón de la Fama del Hockey.[23]

## Estadísticas de carrera

### Temporada regular y playoffs
- Referencia:[24]

| 1967–68    | Kiruna AIF          | SWE II     | 8     | —   | —   | —   | —     | —  | —  | —  | —  | —  |
| 1968–69    | Kiruna AIF          | SWE II     | 13    | —   | —   | —   | —     | —  | —  | —  | —  | —  |
| 1969–70    | Kiruna AIF          | SWE II     | 16    | 5   | —   | 5   | —     | —  | —  | —  | —  | —  |
| 1970–71    | Brynäs IF           | SWE        | 14    | 0   | 5   | 5   | 6     | 13 | 2  | 1  | 3  | 16 |
| 1971–72    | Brynäs IF           | SWE        | 14    | 1   | 1   | 2   | 20    | 14 | 0  | 4  | 4  | 30 |
| 1972–73    | Brynäs IF           | SWE        | 14    | 2   | 3   | 5   | 20    | 12 | 3  | 1  | 4  | 24 |
| 1973–74    | Toronto Maple Leafs | NHL        | 76    | 5   | 34  | 39  | 48    | 4  | 0  | 1  | 1  | 4  |
| 1974–75    | Toronto Maple Leafs | NHL        | 60    | 12  | 25  | 37  | 34    | 7  | 0  | 4  | 4  | 6  |
| 1975–76    | Toronto Maple Leafs | NHL        | 78    | 16  | 41  | 57  | 70    | 10 | 3  | 4  | 7  | 9  |
| 1976–77    | Toronto Maple Leafs | NHL        | 76    | 12  | 66  | 78  | 46    | 9  | 3  | 6  | 9  | 6  |
| 1977–78    | Toronto Maple Leafs | NHL        | 80    | 16  | 60  | 76  | 70    | 6  | 2  | 2  | 4  | 6  |
| 1978–79    | Toronto Maple Leafs | NHL        | 78    | 17  | 56  | 73  | 76    | 6  | 0  | 1  | 1  | 8  |
| 1979–80    | Toronto Maple Leafs | NHL        | 74    | 19  | 52  | 71  | 94    | 3  | 1  | 1  | 2  | 2  |
| 1980–81    | Toronto Maple Leafs | NHL        | 72    | 5   | 61  | 66  | 154   | 3  | 0  | 2  | 2  | 4  |
| 1981–82    | Toronto Maple Leafs | NHL        | 69    | 12  | 44  | 56  | 170   | —  | —  | —  | —  | —  |
| 1982–83    | Toronto Maple Leafs | NHL        | 69    | 7   | 38  | 45  | 104   | 4  | 1  | 4  | 5  | 10 |
| 1983–84    | Toronto Maple Leafs | NHL        | 68    | 5   | 38  | 43  | 192   | —  | —  | —  | —  | —  |
| 1984–85    | Toronto Maple Leafs | NHL        | 73    | 6   | 33  | 39  | 176   | —  | —  | —  | —  | —  |
| 1985–86    | Toronto Maple Leafs | NHL        | 41    | 7   | 15  | 22  | 48    | 10 | 1  | 6  | 7  | 14 |
| 1986–87    | Toronto Maple Leafs | NHL        | 56    | 4   | 16  | 20  | 42    | 13 | 0  | 3  | 3  | 14 |
| 1987–88    | Toronto Maple Leafs | NHL        | 66    | 2   | 24  | 26  | 82    | 6  | 1  | 3  | 4  | 8  |
| 1988–89    | Toronto Maple Leafs | NHL        | 63    | 3   | 17  | 20  | 86    | —  | —  | —  | —  | —  |
| 1989–90    | Detroit Red Wings   | NHL        | 49    | 2   | 17  | 19  | 52    | —  | —  | —  | —  | —  |
| 1990–91    | AIK IF              | SEL        | 36    | 4   | 9   | 13  | 46    | —  | —  | —  | —  | —  |
| 1991–92    | AIK IF              | SEL        | 38    | 6   | 14  | 20  | 98    | 3  | 0  | 2  | 2  | 6  |
| 1992–93    | AIK IF              | SEL        | 6     | 1   | 0   | 1   | 10    | —  | —  | —  | —  | —  |
| SWE totals | SWE totals          | SWE totals | 42    | 3   | 9   | 12  | 46    | 39 | 5  | 6  | 11 | 70 |
| NHL totals | NHL totals          | NHL totals | 1,148 | 150 | 637 | 787 | 1,344 | 81 | 12 | 37 | 49 | 91 |
| SEL totals | SEL totals          | SEL totals | 80    | 11  | 23  | 34  | 154   | 3  | 0  | 2  | 2  | 6  |

### Internacional
| Año               | Equipo            | Evento            |    | GP | G  | A  | Pts | PIM |
| ----------------- | ----------------- | ----------------- | -- | -- | -- | -- | --- | --- |
| 1968              | Suecia            | EJC               | 5  | 1  | 0  | 1  | 4   |     |
| 1969              | Suecia            | EJC               | 5  | 0  | 0  | 0  | 8   |     |
| 1972              | Suecia            | WC                | 4  | 0  | 0  | 0  | 6   |     |
| 1973              | Suecia            | WC                | 10 | 4  | 6  | 10 | 4   |     |
| 1976              | Suecia            | CC                | 5  | 4  | 3  | 7  | 2   |     |
| 1981              | Suecia            | CC                | 5  | 0  | 2  | 2  | 10  |     |
| 1989              | Suecia            | WC                | 8  | 1  | 1  | 2  | 8   |     |
| 1991              | Suecia            | CC                | 6  | 0  | 0  | 0  | 10  |     |
| 1992              | Suecia            | OG                | 8  | 4  | 3  | 7  | 4   |     |
| Totales juveniles | Totales juveniles | Totales juveniles | 10 | 1  | 0  | 1  | 12  |     |
| Totales mayores   | Totales mayores   | Totales mayores   | 46 | 13 | 15 | 28 | 48  |     |